# Irwin Kostal
Irwin Kostal (1. října 1911 Chicago – 23. listopadu 1994 Los Angeles) byl americký aranžér filmové hudby a orchestrátor broadwayských muzikálů.

## Životopis
Narodil se 1. října roku 1911 v Chicagu ve státě Illinois. Pocházel ze čtyř dětí rodičů Jamesovi a Emmě Kostalovým v české enklávě. Jeho sourozenci James, Jerome a Violet zůstali v okolí Chicaga. Navštěvoval Harrison Technical High School. Po absolvování se rozhodl nepřihlásit na vysokou školu a místo toho se sám začal učit hudební aranžování. Materiály mu poskytovala místní knihovna. Jeho prvním zaměstnáním byla práce pro rozhlasovou stanici NBC Design for Listening, která sídlila v jeho rodném městě.
Po přestěhování do New Yorku byl najat do populárního varietního seriálu Sida Caesara Your Show of Shows a následně působil v The Garry Moore Show.
Později začal pracovat na Broadwayi, kde orchestroval různé muzikály, například Shinbone Alley, The Music Man, Fiorello! a West Side Story. K poslednímu jmenovanému muzikálu později pomáhal vytvořit hudbu k jejímu filmovému zpracování. Kvarteto, kterého byl součástí, později získalo za svůj příspěvek Oscara i cenu Grammy. Později spolupracoval na filmové adaptaci muzikálu Rodgers & Hammerstein The Sound of Music z roku 1965 a získal Oscara za nejlepší hudbu.
Po zbytek života se věnoval především divadlu a filmovému plátnu, občas si odskočil do televize, kde spolupracoval například s Carol Burnettovou, Lucille Ballovou nebo Leonardem Bernsteinem. V letech 1964 až 1978 dohlížel na pět hudebních filmů bratří Shermanů (jedním z nich byla Mary Poppins) ve čtyřech různých filmových studiích. V roce 1982 dirigoval reedici hudby k animovanému filmu Fantazie z roku 1940.
Zemřel 23. listopadu roku 1994 na infarkt ve Studio City v Kalifornii. Rok předtím zemřela jeho žena Sylvia.
V roce 2004 byl jmenován legendou společnosti Disney jako uznání jeho přínosu k filmům vydaným tímto studiem.

## Filmografie
- West Side Story (1961)
- Julie and Carol at Carnegie Hall (1962)
- Mary Poppins (1964)
- Za zvuků hudby (1965)
- Half a Sixpence (1967)
- Chitty Chitty Bang Bang (1968)
- Bedknobs and Broomsticks (1971)
- Šarlotina pavučinka (1973)
- Modrý pták (1976)
- Pete's Dragon (1977)
- The Magic of Lassie (1978)
- Fantazie (1940) (reedice, 1981)
- Mickey's Christmas Carol (1983)

## Ocenění a nominace
- 1962 – Oscar za nejlepší hudbu, (West Side Story, vítěz)

- 1965 – Oscar za nejlepší hudební doprovod k adaptaci nebo zpracování (Mary Poppins, nominace)

- 1966 – Oscar za nejlepší hudební doprovod k adaptaci nebo zpracování (Za zvuků hudby, vítěz)

- 1972 – Oscar za nejlepší původní hudbu a adaptaci, (Bedknobs and Broomsticks, nominace)

- 1978 – Oscar za nejlepší původní hudbu k filmu a jeho adaptaci nebo adaptační hudbu, (Pete's Dragon, nominace)

- 1966 – Cena Emmy za individuální úspěchy v oblasti hudby – dirigování (The Julie Andrews Show, nominace)

- 1973 – Cena Emmy za vynikající úspěch v hudební režii varietního, hudebního nebo dramatického pořadu (Dr. Jekyll a pan Hyde, nominace)